# Mirtha Quevedo
Mirtha Quevedo Alinovic (La Paz, Bolivia; 1960) es una abogada, empresaria, parlamentaria y política boliviana. Fue también la ministra de Participación Popular de Bolivia en 2003, durante el segundo gobierno del presidente Gonzalo Sánchez de Lozada siendo a la vez una importante figura política dentro del histórico partido del Movimiento Nacionalista Revolucionario (MNR). Actualmente se encuentra prófuga de la justicia boliviana, refugiada en el Perú.

## Biografía
Mirtha Quevedo nació el año 1960 en la ciudad de La Paz, Bolivia. Desde muy pequeña se trasladó a vivir a la ciudad de Oruro. Hizo sus estudios primarios y secundarios saliendo bachiller del colegio Anglo Americano de esa ciudad. Se formó primeramente en la actividad privada para luego continuar con sus estudios superiores ingresando a la carrera de derecho de la Universidad de Aquino de Bolivia (UDABOL), llegando a graduarse como abogada.
Durante su vida laboral, Quevedo se empezó a trabajar en el negocio de las agencias de viajes y de la venta de hidrocarburos a través de una gasolinería.
Quevedo fue propietaria de la empresa Qv2 desde 1988) y llegó a presidir la Federación de empresarios de Oruro.

## Ámbito político
Mirtha Quevedo empezó su vida política a sus 29 años de edad, inicialmente militando en el histórico partido del Movimiento Nacionalista Revolucionario (MNR) cuyo jefe era el expresidente boliviano Víctor Paz Estenssoro. Durante su militancia en ese partido fue candidata al cargo de diputada por el departamento de Oruro en las elecciones generales de Bolivia de 1989 pero no tuvo éxito. 
A sus 33 años, Quevedo ya ostentaba el título de jefa de campaña en Oruro del Movimiento Nacionalista Revolucionario, cuando por segunda vez intentó postular para ocupar el cargo de diputada en las elecciones generales de Bolivia de 1993, ganado esta vez en las elecciones para posesionarse meses después como diputada en el congreso boliviano. 

## Prefecta de Oruro (1995-1997)
Pero Quevedo ejerció el cargo de diputada hasta el año 1995, año en que fue designada como Prefecta del departamento de Oruro durante la gestión de 1995-1997. Cabe mencionar también que ese mismo año, Quevedo postuló al cargo de alcaldesa de la ciudad de Oruro en las elecciones municipales de 1995, obteniendo el tercer lugar. 
En 1997, fue postulada para el Senado pero no obtuvo el curul por lo que asumió su cargo de concejal desde 1997 hasta 1999. El año 1999, hizo su segundo intento para la alcaldía de la ciudad de Oruro. Aunque ese año logró el triunfo (22.6%), el único del Movimiento Nacionalista Revolucionario en una capital departamental en esos comicios, la alianza oficialista en el Concejo no la designó alcalde. 
Ejerció el cargo de concejal y presidió el Concejo del municipio orureño durante algunos meses en el año 2002. En 1999, se impuso en el proceso interno como jefa departamental del Movimiento Nacionalista Revolucionario desde 1999 hasta 2004 y llegó a alcanzar la tercera sub- jefatura del partido a nivel nacional desde 1999 hasta 2003. 
Con el título de subjefa a nivel nacional ganó en las elecciones generales de Bolivia de 2002 logró su elección al Senado en donde llegó a presidir la cámara de Senadores de Bolivia, siendo en ese momento la primera mujer boliviana en la historia del país en ocupar tan alto cargo. 

## Ministra de Bolivia (2003)
Una vez concluida su gestión, el segundo gobierno del presidente Gonzalo Sánchez de Lozada (2002-2003) la nombró en 2003 ministra de Participación Popular de Bolivia. Pero debido a los graves conflictos sociales que derivaron en la Guerra del gas y la renuncia del presidente Gonzalo Sánchez de Lozada en octubre de 2003, la casa de Quevedo que se ubicaba en la ciudad de Oruro fue saqueada e incendiada por los vecinos de esa urbe.
Después de la dirigencia del partido por un corto tiempo del político Javier Campero Paz, Quevedo asumió la jefatura del Movimiento Nacionalista Revolucionario, lo que constituyó otra significativa novedad en 2004. Primeramente lo dirigió de forma interina para luego manejarlo titularmente a partir del año 2008 , imponiéndose fuertemente en los comicios internos del partido, aunque durante esos años la política boliviana dejó de ser tan intensa como años anteriores. 
A Quevedo le correspondió haber presidido la organización partidaria del MNR en el peor momento de su historia, cuando los resultados electorales llegaron a su punto más bajo y cuando las disputas internas eran agudas. Alineada con las posiciones del expresidente Gonzalo Sánchez de Lozada, impidió que las fracciones contrarias a este controlaran el partido en las elecciones generales de Bolivia de 2005. Cabe mencionar que Quevedo mantuvo al partido del MNR en oposición al gobierno del presidente Evo Morales Ayma y de su partido del Movimiento al Socialismo (MAS-IPSP) . 
Sin embargo, la jefatura de Mirtha Quevedo se caracterizó de las anteriores en la medida en que el MNR pasó de ser una organización nacional, presente en todo el territorio boliviano, a un partido de características más regionales, con un poder más concentrado en la estructura de los pocos departamentos donde se preservó la estructura partidaria que en nivel nacional. Actualmente Quevedo fugó al Perú para evadir de la justicia boliviana, como el ministro de la presidencia de Bolivia Juan Ramón Quintana lo explicó a la prensa en junio de 2015.